# Stipa talassica
Stipa talassica là một loài thực vật có hoa trong họ Hòa thảo. Loài này được Pazij miêu tả khoa học đầu tiên năm 1948.